# Zilla (spinnen)
Zilla is een geslacht van spinnen uit de  familie van de wielwebspinnen (Araneidae).

## Soorten
- Zilla conica Yin, Wang & Zhang, 1987
- Zilla crownia Yin, Xie & Bao, 1996
- Zilla diodia (Walckenaer, 1802) (Struikwielspin)
  - Zilla diodia embrikstrandi (Kolosváry, 1938)
- Zilla globosa Saha & Raychaudhuri, 2004
- Zilla qinghaiensis Hu, 2001